# قميص رسمي
.

## التصميم

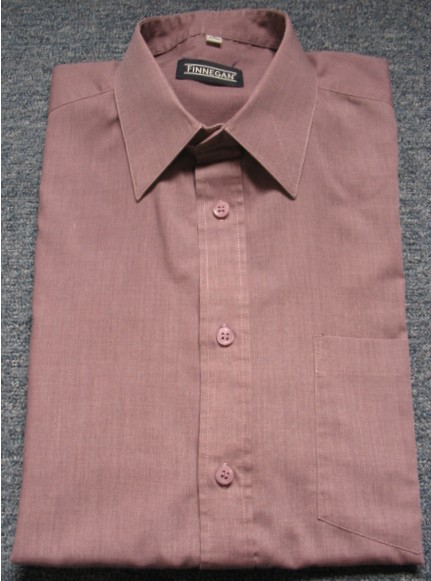

يصنع القميص من أقمشة متعددة وأكثرها شيوعاً قماش القطن ويكون ذو عدة أزرار حسب الرغبة.
وهي ذات ألوان متعددة حسب الرغبة أيضاً. وتختلف الأقمصة الرسمية من بلد إلى آخر. ولكن الأكثر شيوعاً هو المصطحب بالبدلة وربطة العنق. 

## الاستعمالات
يستعمل القميص الرسمي في جميع المناسبات وفي العمل وتكون البدلة الرسمية مرافقة له وأحياناً ربطة العنق.